# Nikola Kołodziejczyk
Nikola Kołodziejczyk (ur. 1986 w Krakowie) – polski pianista jazzowy, kompozytor, aranżer i dyrygent pochodzący z Krakowa. Wykładowca na Uniwersytecie Muzycznym im. Fryderyka Chopina w Warszawie.

## Życiorys
Uczył się pod kierunkiem takich nauczycieli jak: Irena Rolanowska, Andrzej Jagodziński, Emilian Madey, Edward Anthony Partyka czy Wojciech Niedziela. Absolwent i niegdysiejszy pedagog Akademii Muzycznej w Katowicach. Aktualnie wykłada na Uniwersytecie Muzycznym Fryderyka Chopina w Warszawie.
Prowadzi big band – Nikola Kołodziejczyk Orchestra, z którym nagrał i wydał w 2014 r. debiutancki album pt. Chord Nation, co przyczyniło się do uzyskania trzech nominacji oraz nagrody za Debiut Roku w ramach nagrody Fryderyk 2015.
Wraz z Michałem Tomaszczykiem stworzył w 2014 roku Konglomerat Big Band, który zdobył złotą płytę z projektem Albo Inaczej.
Wraz z Michałem Bryndalem (perkusja) i Maciejem Szczycińskim (bas) tworzy jazzowe trio Stryjo, przyjmujące formułę gry melodyjnych utworów w pełni improwizowanych. Oprócz wielu koncertów w kraju, występowali m.in. w Chinach, Singapurze, Korei, Meksyku, Stanach Zjednoczonych, na Węgrzech czy w Turcji.
W 2014, z okazji 650-lecia lokacji miasta Brzeziny, w ramach festiwalu Kolory Polski, skomponował „Koncert Brzeziński” na trąbkę, kwartet dęty drewniany, maszynę Singera, dwie maszyny do pisania, wokalizy i trio jazzowe, którego premiera odbyła się 6 lipca 2014 roku w kościele pw. Podwyższenia Świętego Krzyża.
W 2015 roku ukazał się drugi album Nikola Kołodziejczyk Orchestra zatytułowany Barok Progresywny, który zdobył nagrodę Fryderyk 2016 w kategorii „Płyta roku – jazz”.
W tymże roku artysta skomponował również nowatorski utwór wykorzystujący katarynkę – w ramach Narodowego Czytania Lalki Bolesława Prusa.
Na koncert w ramach Zaduszek Jazzowych w siedzibie Narodowej Orkiestry Symfonicznej Polskiego Radia w Katowicach skomponował on Suitę na puzon improwizujący i orkiestrę dedykowaną (emerytowanemu już) holenderskiemu puzoniście Metropole Orkestr Bartowi van Lierowi.
Kołodziejczyk jest autorem muzyki do spektaklu multimedialnego Kryptonim 27, inspirowanego twórczością Zdzisława Beksińskiego, premiera którego odbyła się 7 października 2016 roku w Nowohuckim Centrum Kultury.
Również w 2016 roku we współpracy z Filharmonią Szczecińską zaaranżował piosenki ze Śpiewnika Domowego Stanisława Moniuszki na formę współczesnych utworów. Premiera odbyła się 11 listopada. W tym samym roku, na okoliczność 140. rocznicy urodzin Mieczysława Karłowicza odbył się koncert z udziałem orkiestry symfonicznej Filharmonii Szczecińskiej oraz Big Bandu Konglomerat i wiodącego sopranu Agaty Zubel, z pieśniami Mieczysława Karłowicza w aranżacjach Nikoli Kołodziejczyka.
W marcu 2017 roku odbyła się premiera Koncertu.na fortepian i sinfoniettę, zadedykowanego pianiście Dominikowi Wani. Tego samego roku, w ramach Letniej Akademii Jazzu, artysta skomponował godzinną suitę Wolność, na orkiestrę kameralną Aukso, która będąc orkiestrą smyczkową pełniła jednocześnie funkcję sekcji rytmicznej bez perkusji czy kontrabasu. Solistami dla których została napisana muzyka są Samuel Blaser (puzon) i Tomasz Dąbrowski (trąbka). Po krótkiej kampanii na serwisie crowdfunding'owym udało się zebrać pieniądze pozwalające na wydanie materiału w formie płyty.
Rok 2018 zaowocował współpracą z Moniką Borzym, podczas której Nikola aranżował na nietypowe składy utwory zespołu Radiohead. Z kolei pod koniec roku, z okazji obchodów 100. rocznicy powstania wielkopolskiego, wykonał aranżacje i dyrygował ostatnią z trzech części koncertu „Muzyka Wolności”, podczas której na scenie wystąpili: Kasia Kowalska, Michał Szpak, Kayah, Edyta Górniak, Lady Pank, Andrzej Piaseczny, Stanisław Sojka, Maryla Rodowicz, Natalia Kukulska, Margaret, Kamil Bednarek, Natalia Szroeder, Perfect, Varius Manx & Kasia Stankiewicz, Cleo i Sebastian Riedel.
Podczas piątej edycji festiwalu Leszno Barok Plus, 1 września 2019 w Teatrze Miejskim w Lesznie, odbyła się premiera kompozycji Kołodziejczyka – Barok Nowej Ery - Haendel XXI, podczas której wybrzmiały solowe głosy Julii Sawickiej i Michał Sławeckiego w akompaniamencie znów nietypowego składu - kwartet klarnetowy, cztery flety, harfę, hang drumy, trąbka, instrumenty ludowe, perkusjonalia i jazzowa gitara elektryczna.
Trzeciego listopada 2019 Kołodziejczyk wystąpił w roli aranżera i dyrygenta podczas koncertu wirtuoza liry Sokratisa Sinopoulos'a, który odbył się w Katowickim NOSPR.
Nikola Kołodziejczyk był również nominowany do Fryderyka 2019 w kategorii Artysta Roku – Jazz.
Rok 2020 zaowocował dla Kołodziejczyka współpracą z Natalią Kukulską w charakterze aranżera i dyrygenta w projekcie Czułe Struny, bazującym na utworach Fryderyka Chopina. Kołodziejczyk dyrygował również Orkiestrą Akademii Beethovenowskiej podczas Festiwalu Psalmów Dawidowych – Oratorium Psalmy miłości i nadziei Michała Jurkiewicza. Koncert odbył się 3 września 2020 w Kolbuszowej pod Rzeszowem.
W 2021 roku artysta wziął udział w produkcji muzyki do gry Gamedec katowickiego Anshar Studios w charakterze dyrygenta.

## Dyskografia
| Nikola Kołodziejczyk Orchestra |
| --- |
| - Benny Brown – trąbka prowadząca - Erwin Żebro – trąbka - Oskar Torök – trąbka - Štěpánka Balcarová – trąbka - Paweł Niewiadomski – puzon - Marcin Wołowiec – puzon - Mateusz Łysoń – puzon - Mateusz Mendyka – puzon basowy - Ewelina Serafin – flet - Szymon Kamykowski – saksofon sopranowy - Dawid Główczewski – saksofon altowy - Mariusz Pędziałek – róg angielski - Przemysław Florczak – saksofon tenorowy - Marek Pospieszalski – saksofon tenorowy - Grzegorz Grzeszczyk – klarnet basowy - Ala Sierpińska – skrzypce - Leszek Dzierżęga – skrzypce - Wojciech Witek – skrzypce - Marta Sołek-Młynarczyk, Marta Gabriela Nagawiecka – wiolonczele - Gabriela Rudawska -wokal - Bartek Pieszka – wibrafon |

Nikola Kołodziejczyk Orchestra
| Tytuł                                            | Dane dot. albumu                                      |
| ------------------------------------------------ | ----------------------------------------------------- |
| Chord Nation                                     | Data: 28 listopada 2014 Wydawca: For Tune             |
| Barok Progresywny                                | Data: 22 września 2015 Wydawca: Nowa Brama Pro Musica |
| Suite for trumpet, trombone and string orchestra | Data: 2018 Wydawca: Nowa Brama Pro Musica             |

Inne płyty
| Album | Rok  | Rola                                                                | Źródło |
| --- | ---- | ------------------------------------------------------------------- | ------ |
| Stryjo – W Ryjo | 2009 | kompozycje, fortepian                                               | [ 6 ]  |
| Kid Brown – Pozytywizm                                                                                               | 2009 | aranżacje, fortepian                                                | [ 20 ] |
| Amine i Hamza M'raihi – Perpetual Motion                                                                             | 2010 | aranżacje, dyrygent                                                 | [ 20 ] |
| Michał Polcyn – Cuiaviana                                                                                            | 2010 | fortepian, kompozycje                                               | [ 21 ] |
| Concept Art Orchestra – Live at Jazz Dock                                                                            | 2010 | fortepian, kompozycje                                               | [ 22 ] |
| Aga Kiepuszewska – Silence                                                                                           | 2012 | fortepian                                                           | [ 23 ] |
| Anna Hawkins – Journey On                                                                                            | 2013 | aranżacje, dyrygent                                                 | [ 24 ] |
| Eva Lewandowska – In Between                                                                                         | 2013 | fortepian, aranżacje, dyrygent                                      | [ 25 ] |
| Bartek Pieszka – Slow Motion                                                                                         | 2014 | fortepian, współautor muzyki                                        | [ 26 ] |
| Małgorzata Hutek – Grounded in Love                                                                                  | 2014 | fortepian                                                           | [ 27 ] |
| Piękna Pani | 2014 | fortepian                                                           | [ 28 ] |
| Albo Inaczej | 2015 | fortepian                                                           | [ 29 ] |
| Anna Hawkins – Divine                                                                                                | 2015 | aranżacje, dyrygent                                                 | [ 24 ] |
| Klezmafour Orkiestronicznie                                                                                          | 2016 | aranżacje, dyrygent                                                 | [ 30 ] |
| Atom Accordion Quintet – Rafał Grząka / Atom String Quartet                                                          | 2016 | aranżacje, kompozycje                                               | [ 20 ] |
| Kid Brown – Kid Brown                                                                                                | 2016 | aranżacje, fortepian                                                | [ 20 ] |
| Ola Trzaska – Amulet                                                                                                 | 2016 | fortepian                                                           | [ 20 ] |
| Stryjo – A vista Social Club                                                                                         | 2016 | fortepian, współautor muzyki                                        | [ 6 ]  |
| Aga Kiepuszewska – Fala                                                                                              | 2016 | chórki, Wurlitzer, ograny Hammonda, syntezatory Mooga i ARP Odyssey | [ 31 ] |
| Mateusz Pliniewicz – Warsztat Dźwięku                                                                                | 2016 | fortepian, współautor muzyki                                        | [ 32 ] |
| Anna Hawkins – Bold, Brave and Beautiful                                                                             | 2017 | aranżacje, dyrygent                                                 | [ 24 ] |
| Vincent Veneman – +9                                                                                                 | 2017 | fortepian                                                           | [ 20 ] |
| Štěpánka Balcarová – Life and happiness of Julian Tuwim                                                              | 2017 | fortepian                                                           | [ 33 ] |
| Monika Borzym – Radiohedonistycznie. Live at Wytwórnia                                                               | 2018 | aranżacje, fortepian                                                | [ 34 ] |
| Małgorzata Hutek – Psalmy                                                                                            | 2018 | aranżacje                                                           | [ 33 ] |
| Wojciech Młynarski & Artyści – Kolęda na cały rok!                                                                   | 2018 | aranżacje                                                           | [ 33 ] |
| Nikola Kołodziejczyk feat. Tomasz Dąbrowski, Samuel Blaser, AUKSO – Suite for trumpet, trombone and string orchestra | 2018 | kompozycje, dyrygent, produkcja                                     | [ 33 ] |
| Michał Zaborski Quartet                                                                                              | 2019 | fortepian                                                           | [ 20 ] |
| Natalia Kukulska - Czułe Struny                                                                                      | 2020 | aranżacje, dyrygent                                                 | [ 35 ] |
| Małgorzata Markiewicz - Bring the light                                                                              | 2020 | produkcja muzyczna, aranżacje, fortepian                            | [ 20 ] |

## Nagrody i wyróżnienia
| Rok  | Kategoria                                  | Tytułem                        | Nagroda                        | Nota         | Źródło |
| ---- | ------------------------------------------ | ------------------------------ | ------------------------------ | ------------ | ------ |
| 2007 | Bosendorfer Solo Piano Competition         | Nikola Kołodziejczyk           | Montreux Jazz Festival         | Półfinalista | [ 36 ] |
| 2014 | Nadzieja Melomanów                         | Nikola Kołodziejczyk           | Grand Prix Jazz Melomani 2014  | Nominacja    | [ 37 ] |
| 2015 | Fonograficzny debiut roku – muzyka jazzowa | Nikola Kołodziejczyk Orchestra | Fryderyki 2015                 | Laur         | [ 38 ] |
| 2015 | Artysta roku                               | Nikola Kołodziejczyk           | Fryderyki 2015                 | Nominacja    | [ 4 ]  |
| 2015 | Album roku – muzyka jazzowa                | Chord Nation                   | Fryderyki 2015                 | Nominacja    | [ 4 ]  |
| 2015 | Osobowość roku                             | Nikola Kołodziejczyk           | Koryfeusz Muzyki Polskiej 2015 | Nominacja    | [ 39 ] |
| 2015 | Nadzieja Melomanów                         | Nikola Kołodziejczyk           | Grand Prix Jazz Melomani 2015  | Nominacja    | [ 37 ] |
| 2016 | Album roku – muzyka jazzowa                | Barok Progresywny              | Fryderyki 2016                 | Laur         | [ 40 ] |
| 2016 | Artysta roku                               | Nikola Kołodziejczyk           | Fryderyki 2016                 | Nominacja    | [ 41 ] |
| 2016 | Nadzieja Melomanów                         | Nikola Kołodziejczyk           | Grand Prix Jazz Melomani 2016  | Laur         | [ 37 ] |
| 2016 | Płyta roku                                 | Barok Progresywny              | Grand Prix Jazz Melomani 2016  | Laur         | [ 37 ] |
| 2017 | Osobowość roku                             | Nikola Kołodziejczyk           | Koryfeusz Muzyki Polskiej 2017 | Nominacja    | [ 37 ] |
| 2019 | Artysta roku                               | Nikola Kołodziejczyk           | Fryderyki 2019                 | Nominacja    | [ 42 ] |
| 2019 | Artysta roku                               | Nikola Kołodziejczyk           | Grand Prix Jazz Melomani 2018  | Laur         | [ 43 ] |